# エベレット・ブラッドリー
エベレット・ブラッドリー（Everett Lewis Bradley、1897年5月19日 - 1969年7月25日）は、アメリカ合衆国の陸上競技選手である。彼は1920年に開催されたアントワープオリンピックに参加して、五種競技 で銀メダルを獲得した。

## 経歴
エベレット・ブラッドリーは1920年アントワープオリンピックのアメリカ国内予選で、十種競技で2位、五種競技では3位の成績をあげていた。意外なことに、彼はオリンピックの本番では五種競技のみへの参加を選んだ。
アントワープオリンピックの五種競技は、8カ国から19人の選手が出場して1920年8月16日に行われた。ブラッドリーは優勝したフィンランド代表のエーロ・レートネンに続いて総合成績で2位となり、銀メダルを獲得した。
カンザス大学で地質学の学位を取得した後、ブラッドリーはその知識を生かして製油会社のコンサルタントとなり、裕福な生活を送ることになった。コンサルタント業を引退した後の彼は、老後をゴルフやフライフィッシングなどで楽しみながら暮らしていた。72歳のとき、彼は自宅近くの池で事故死しているのを発見された。発見時にはまだナイトウェアを着用したままだったという。

### ブラッドリーの成績
| 種目          | 記録     | 順位 |
| ------------- | -------- | ---- |
| 走幅跳        | 6m61     | 3位  |
| やり投        | 49m16    | 8位  |
| 200メートル走 | 23秒0    | 1位  |
| 円盤投        | 36m78    | 6位  |
| 1500m         | 5分10秒0 | 6位  |
| 総合成績      | 24点     | 2位  |